# Castrejón de la Peña
Castrejón de la Peña è un comune spagnolo situato nella comunità autonoma di Castiglia e León.

## Società

### Evoluzione demografica
Abitanti censiti